# Euploea
Genre
Euploea est un genre de lépidoptères (papillons) appartenant à la famille des Nymphalidae, à la sous-famille des Danainae et à la tribu des Danaini.

## Dénomination
Ils ont été nommés Euploeapar Fabricius en 1807.
Synonymes : Crastia (Hübner, 1816), Trepsichrois (Hübner, 1816), Salpinx (Hübner, 1819), Eudaemon (Billberg, 1820), Terpsichrois (Hübner, 1821),
Euplaea (Boisduval, 1832), Calliploea Butler, 1875

Macroploea (Butler, 1878), Stictoploea (Butler, 1878), Euplea (W.F. Kirby, 1879)
Adigama (Moore, 1880) Andasena (Moore, 1883) Betanga (Moore, 1883) Bibisana (Moore, 1883) Chanapa (Moore, 1883), Chirosa (Moore, 1883), Danisepa (Moore, 1883), Deragena (Moore, 1883), Gamatoba (Moore, 1883), Glinama (Moore, 1883), Hirdapa (Moore, 1883), Karadira (Moore, 1883), Lontara (Moore, 1883), Mahintha (Moore, 1883), Menama (Moore, 1883), Mestapra (Moore, 1883), Nacamsa (Moore, 1883), Narmada (Moore, 1883), Nipara (Moore, 1883), Oranasma (Moore, 1883), Pademma (Moore, 1883), Patosa (Moore, 1883), Penoa (Moore, 1883), Pramasa (Moore, 1883), Pramesta (Moore, 1883), Rasuma (Moore, 1883), Sabanosa (Moore, 1883), Saphara (Moore, 1883), Sarobia (Moore, 1883), Satanga (Moore, 1883), Selinda (Moore, 1883), Tabada (Moore, 1883), Tagata (Moore, 1883), Tiruna (Moore, 1883), Tronga (Moore, 1883), Vadebra (Moore, 1883), Vonona (Moore, 1883),

### Noms vernaculaires
En anglais ils se nomment Crows.

## Liste des espèces

### Liste des espèces a-c

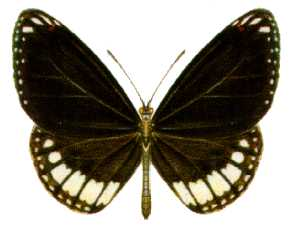
Euploea alcathoe

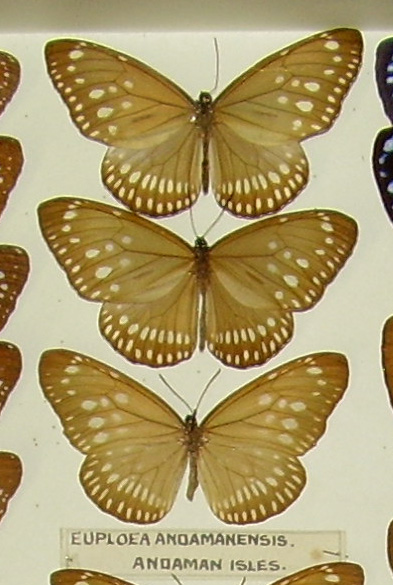
Euploea andamanensis

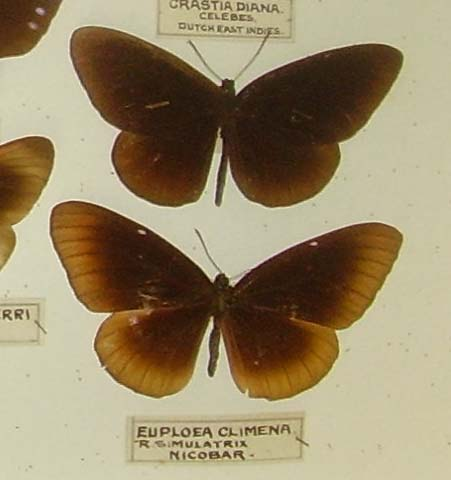
Euploea climena

- Euploea albicosta (Joicey et Noakes, 1915)
- Euploea alcathoe (Godart, 1819) à Bornéo, aux Moluques, en Nouvelle-Guinée et en Australie.
  - Euploea alcathoe alecto (Butler, 1866)
  - Euploea alcathoe coffea (Fruhstorfer, 1910)
  - Euploea alcathoe diadema (Moore, 1883)
  - Euploea alcathoe macgregori (Kirby, 1889)
  - Euploea alcathoe monilifera (Moore, 1883)
  - Euploea alcathoe nox (Butler, 1866)
  - Euploea alcathoe samaraina (Carpenter, 1953)
  - Euploea alcathoe zodica (Fruhstorfer, 1904)
- Euploea algea (Godart, 1819) aux Moluques.
  - Euploea algea aglaina (Fruhstorfer, 1910)
  - Euploea algea helcita (Boisduval, 1859) en Nouvelle-Calédonie.
  - Euploea algea abjecta (Butler, 1866)
  - Euploea algea amycus (Miskin, 1890)
  - Euploea algea ancile (Fruhstorfer, 1910)
  - Euploea algea cissia (Fruhstorfer, 1910)
  - Euploea algea corvina (Fruhstorfer, 1898)
  - Euploea algea cyllene (Staudinger, 1889)
  - Euploea algea deione (Westwood, 1848)
  - Euploea algea diana (Butler, 1866)
  - Euploea algea eleutheria (Fruhstorfer, 1910)
  - Euploea algea epiphaneia (Fruhstorfer, 1910) dans l'ouest de Sumatra.
  - Euploea algea fruhstorferi (Röber, 1897)
  - Euploea algea horsfieldii (C. & R. Felder, 1865)
  - Euploea algea kheili (Weymer, 1885)
  - Euploea algea lachrymosa (Grose-Smith, 1894)
  - Euploea algea laodikeia (Fruhstorfer, 1910)
  - Euploea algea limborgii (Moore, 1879)
  - Euploea algea maura (Hopffer, 1874)
  - Euploea algea megaera (Butler, 1866)
  - Euploea algea menetriesii (C. & R. Felder, 1860)
  - Euploea algea menodice (Fruhstorfer, 1910)
  - Euploea algea pasina (Fruhstorfer, 1906)
  - Euploea algea sacerdos (Butler, 1883)
  - Euploea algea sapitana (Fruhstorfer, 1898)
  - Euploea algea seitzi (Hagen, 1898)
  - Euploea algea tenebrosa (Grose-Smith, 1894)
  - Euploea algea tombugensis (Fruhstorfer, 1899)
  - Euploea algea transpectus (Moore, 1883)
  - Euploea algea  wallengreni (C. & R. Felder, 1865)
  - Euploea algea wiskotti (Röber, 1887)
  - Euploea algea zonata (Druce, 1873) à Bornéo.
- Euploea andamanensis
- Euploea asyllus (Godman et Salvin, 1888)
  - Euploea asyllus asyllus aux Salomon.
  - Euploea asyllus gerion (Godman et Salvin, 1888)
- Euploea batesii C. & R. Felder, [1865 en Nouvelle-Guinée et Australie.
  - Euploea batesii batesii
  - Euploea batesii auritincta (Carpenter, 1953)
  - Euploea batesii belia (Waterhouse & Lyell, 1914)
  - Euploea batesii honesta (Butler, 1882)
  - Euploea batesii kunggana (Carpenter, 1953)
  - Euploea batesii leucacron (Carpenter, 1953)
  - Euploea batesii mimica (Fruhstorfer, 1910)
  - Euploea batesii pinaria (Fruhstorfer, 1910)
  - Euploea batesii pubilia (Fruhstorfer)
  - Euploea batesii resarta (Butler, 1876)
  - Euploea batesii rotunda (van Eecke, 1915)
  - Euploea batesii trobriandensis (Carpenter, 1953)
  - Euploea batesii woodfordi (Godman & Salvin, 1888)
- Euploea blossomae (Schaus, 1929) aux Philippines.
  - Euploea blossomae blossomae'
  - Euploea blossomae corazonae (Schröder, 1977)
  - Euploea blossomae escapardae (Morishita, 1974)
  - Euploea blossomae sibulanensis (Jumalon, 1971)
- Euploea boisduvali (Lucas, 1852) aux Salomon.
  - Euploea boisduvali boisduvali
  - Euploea boisduvali albomarginata (Carpenter, 1942)
  - Euploea boisduvali addenda (Howarth, 1962)
  - Euploea boisduvali bakeri (Poulton, 1926)
  - Euploea boisduvali brenchleyi (Butler, 1870)
  - Euploea boisduvali fraudulenta (Butler, 1882)
  - Euploea boisduvali pyrgion (Godman & Salvin, 1888)
  - Euploea boisduvali rileyi (Poulton, 1924) en  Nouvelle-Calédonie.
  - Euploea boisduvali torvina (Butler, 1875)
- Euploea caespes aux îles de la Sonde.
- Euploea camaralzeman (Butler, 1866)
  - Euploea camaralzeman camaralzeman dans le sud de la Birmanie et en Thaïlande.
  - Euploea camaralzeman claudina (Staudinger, 1889)
  - Euploea camaralzeman cratis (Butler, 1866)  aux Philippines.
  - Euploea camaralzeman formosana (Matsumura, 1919) à Taïwan.
  - Euploea camaralzeman hypanis (Fruhstorfer, 1910) à Java.
  - Euploea camaralzeman malayica (Butler, 1878) le Malayan Crow  en Malaisie et à Sumatra.
  - Euploea camaralzeman  paraclaudina (Pendlebury, 1939)
  - Euploea camaralzeman scudderi (Butler, 1878) à Bornéo.
- Euploea climena (Stoll, 1782) à Java, Nicobar, aux Moluques et en Australie.
  - Euploea climena climena
  - Euploea climena bandana (Fruhstorfer, 1904)
  - Euploea climena dohertyi (Holland, 1900)
  - Euploea climena elwesiana (de Nicéville, 1897) à Bali.
  - Euploea climena eurypon (Hewitson, 1858)
  - Euploea climena macleari (Butler, 1887) nord-ouest de l'Australie
  - Euploea climena melina (Godart, 1857)
  - Euploea climena neptis (Röber, 189)1
  - Euploea climena nobilis (Strand, 1914)
  - Euploea climena palmedo (Doherty, 1891)
  - Euploea climena sepulchralis (Butler, 1866) à l'ouest de Java.
  - Euploea climena simulatrix (Wood-Mason et de Nicéville, 1881) à Nicobar.
  - Euploea climena terissa (Fruhstorfer, 1910) à l'est de Java.
  - Euploea climena valeriana (Fruhstorfer, 1904)
- Euploea configurata (C. et R. Felder, 1865) à Sulawesi.
- Euploea core (Cramer, 1780) de l'Inde à l'Australie.
  - Euploea core core en Inde.
  - Euploea core andamanensis (Atkinson, [874)
  - Euploea core amymone (Godart, 1819) dans le sud de la Chine et à Hong Kong.
  - Euploea core asela (Moore, 1877) à Ceylan.
  - Euploea core bauermanni (Röber, 1885)
  - Euploea core charox (Kirsch, 1877)
  - Euploea core corinna (MacLeay, 1826) dans le nord de l'Australie.
  - Euploea core distanti (Moore, 1882) à Sumatra.
  - Euploea core godarti (Lucas, 1853) le Violet-Tipped Crow en Birmanie et Indochine.
  - Euploea core graminifera (Moore, 1883) sud de la Birmanie et de la Malaisie.
  - Euploea core haworthi (Lucas, 1853) à Java et Bali.
  - Euploea core kalaona (Fruhstorfer, 1898)
  - Euploea core prunosa (Moore, 1883) dans le sud de la Chine.
  - Euploea core renellensis (Carpenter, 1953)
  - Euploea core  scherzeri (C. Felder, 1862)
  - Euploea core vermiculata (Butler, 1866) nord de l'Inde et de la Birmanie.
- Euploea cordelia (Martin, 1912) au centre de Sulawesi.
- Euploea crameri (Lucas, 1853) en Malaisie, Birmanie et à Bali.
  - Euploea crameri crameri à Bornéo.
  - Euploea crameri bremeri (C. & R. Felder, 1860) en Malaisie, Birmanie et à Singapour.
  - Euploea crameri daatensis (Moore, 1883) dans le nord de Bornéo.
  - Euploea crameri frauenfeldi (C. Felder, 1862)
  - Euploea crameri heylaertsi (Moore, 1890) à Sumatra
  - Euploea crameri jedja (Fruhstorfer, 1911)
  - Euploea crameri labuana (Moore, 1883) dans le nord de Bornéo.
  - Euploea crameri lanista (Fruhstorfer, 1904)
  - Euploea crameri metavica (Hagen)
  - Euploea crameri nagasena (Fruhstorfer, 1906)
  - Euploea crameri niasica (Moore, 1883)
  - Euploea crameri nicevillei (Moore, 1890)
  - Euploea crameri oceanis (Doherty, 1891)
  - Euploea crameri pagenstecheri (Hagen, 1897)
  - Euploea crameri praedicabilis (Fruhstorfer, 1914) dans le sud du Viêt Nam.
  - Euploea crameri singaradha (Fruhstorfer, 1908) à Bali.
  - Euploea crameri tenggerensis (Fruhstorfer, 1898)

### Liste des espèces  d-m
- Euploea darchia (MacLeay, 1826) en Australasie.
  - Euploea darchia darchia le Darwin Brown Crow.
  - Euploea darchia arisbe (C. et R. Felder, 1865) à Timor.
  - Euploea darchia catilina (Fruhstorfer, 1904)
  - Euploea darchia cluilia (Fruhstorfer, 1910)
  - Euploea darchia kuehniana (Fruhstorfer, 1904)
  - Euploea darchia leaina (Fruhstorfer, 1904)
  - Euploea darchia liza (Fruhstorfer, 1904)
  - Euploea darchia lonia (Fruhstorfer, 1904)
  - Euploea darchia niveata (Butler) le White Margined Crow
  - Euploea darchia ornata (Fruhstorfer, 1900)
  - Euploea darchia visenda (Butler, 1883)
- Euploea dentiplaga (Rothschild, 1915)
- Euploea desjardinsii (Guérin-Méneville, 1844)
- Euploea doretta (Pagenstecher, 1894)
- Euploea doubledayi (C. et R. Felder, 1865) Inde, Birmanie et nord de la Malaisie.
  - Euploea doubledayi doubledayi Inde et Birmanie
  - Euploea doubledayi evalida (Swinhoe, 1899) Malaisie et sud de la Birmanie.
- Euploea eboraci (Grose-Smith, 1894)dans l'archipel Bismark.
- Euploea eleusina (Cramer, 1780)
  - Euploea eleusina eleusina à Bali et Java.
  - Euploea eleusina aganor (Fruhstorfer, 1910)
  - Euploea eleusina hygina (Fruhstorfer, 1910)
  - Euploea eleusina vollenhovii (C. et R. Felder, 1865) à Sulawesi.
- Euploea eunice (Godart, 1819)
  - Euploea eunice coelestis (Fruhstorfer, 1902) au Laos, nord du Viêt Nam et sud-est de la Chine.
  - Euploea eunice hobsoni (Butler, 1877) à Taïwan.
  - Euploea eunice juno (Stichel, 1899)
  - Euploea eunice kandaon (Fruhstorfer, 1910
  - Euploea eunice leucogonis (Butler, 1879) en Malaisie et Thaïlande.
  - Euploea eunice meizon (Doherty, 1891)
  - Euploea eunice novarae (C. Felder, 1862)
  - Euploea eunice phane (Doherty, 1891)
  - Euploea eunice relucida (Fruhstorfer, 1910) à Bali.
  - Euploea eunice syra (Fruhstorfer, 1901)
  - Euploea eunice timaius (Fruhstorfer, 1910)
  - Euploea eunice vestigiata (Butler, 1866)
- Euploea eupator (Hewitson, 1858)
  - Euploea eupator eupator au nord de Sulawesi.
  - Euploea eupator orneus (Fruhstorfer, 1910) au sud de Sulawesi.
- Euploea euphon (Fabricius, 1798) à Maurice
  - Euploea euphon baudiniana (Godart, 1819) à Timor

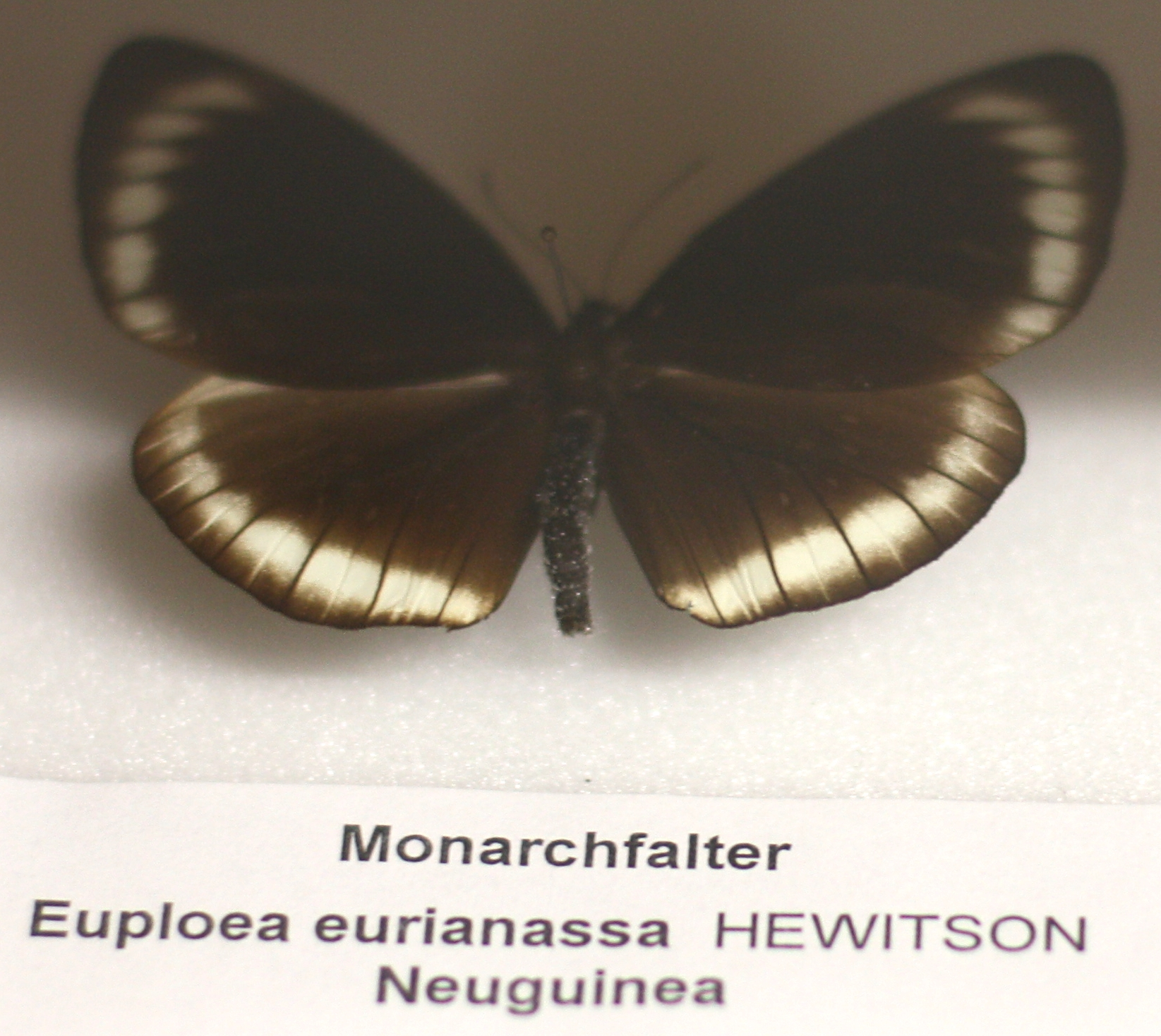
Euploea eurianassa

- Euploea eurianassa (Hewitson, 1858) en Nouvelle-Guinée.
- Euploea eyndhovii (C. et R. Felder, 1865) le Striped Black Crow à Java.
  - Euploea eyndhovii gardineri (Fruhstorfer, 1898) en Malaisie
- Euploea gamelia (Hübner, 1825) à l'ouest de Java.
- Euploea goudotii (Boisduval, 1833) à La Réunion.
- Euploea helcita (Boisduval, 1852) ou Euploea algea helcita en Nouvelle-Calédonie
- Euploea hewitsonii (C. et R. Felder, 1865)
  - Euploea hewitsonii besinensis (Fruhstorfer, 1899)
  - Euploea hewitsonii hyacinthus (Butler, 1866)
  - Euploea hewitsonii mangolina (Fruhstorfer, 1899)

- Euploea klugii (Moore, 1858)

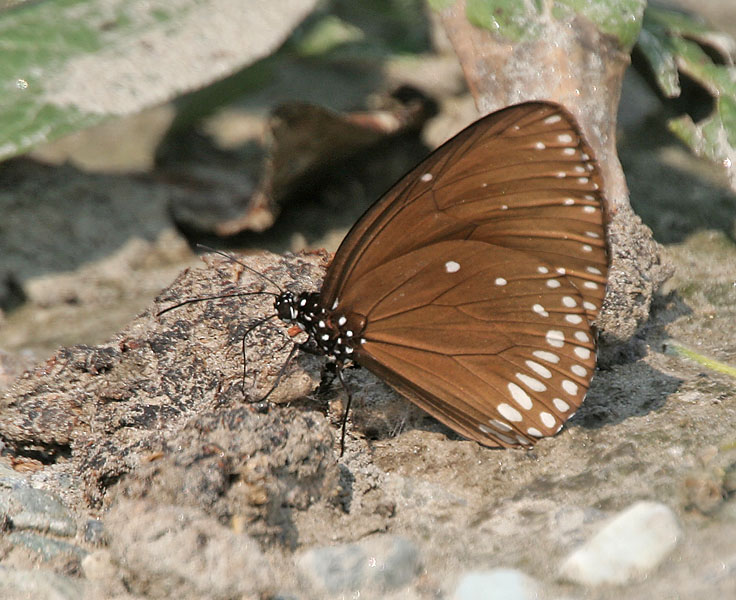
Euploea klugii

  - Euploea klugii  klugii au nord de la Birmanie et de l'Inde.
  - Euploea klugii burmeisteri (Moore, 1883) en Indochine et Thaïlande.
  - Euploea klugii erichsonii C. et R. Felder, 1865) à Ceylan, au nord de la Malaisie, au sud de la Birmanie, au sud et au centre de l'Inde.
  - Euploea klugii kollari (C. et R. Felder, 1865)
  - Euploea klugii minorata (Moore, 1878)
  - Euploea klugii sinhala (Moore, 1877) à Ceylan et dans les Ghats occidentaux de l'Inde.
- Euploea lacon (Grose-Smith, 1894)
- Euploea latifasciata (Weymer, 1885) au nord-est de Sulawesi.
  - Euploea latifasciata radica (Fruhstorfer, 1904)
- Euploea leucostictos (Gmelin, 1790)
  - Euploea leucostictos leucostictos à Java.
  - Euploea leucostictos depuiseti (Oberthür, 1879)
  - Euploea leucostictos herbstii (Boisduval, 1832)
  - Euploea leucostictos lykeia (Fruhstorfer, 1910)
  - Euploea leucostictos oculata (Moore, 1883) aux Philippines.
  - Euploea leucostictos oppia (Fruhstorfer, 1910)
  - Euploea leucostictos staintonii (C. & R. Felder, 1865)
  - Euploea leucostictos swierstrae (Snellen, 1891)
- Euploea lewinii (C. et R. Felder, 1865)
  - Euploea lewinii eschscholtzii (C. et R. Felder, 1865) aux Fidji.
  - Euploea lewinii lilybaea (Fruhstorfer, 1911) aux Nouvelles Hébrides.
  - Euploea lewinii montrouzieri (C. et R. Felder, 1865) en Nouvelle-Calédonie.
- Euploea magou (Martin, 1912) à Sulawesi.
- Euploea martinii (de Nicéville, 1893) à Sumatra.

- Euploea midamus  (Linnaeus, 1758)

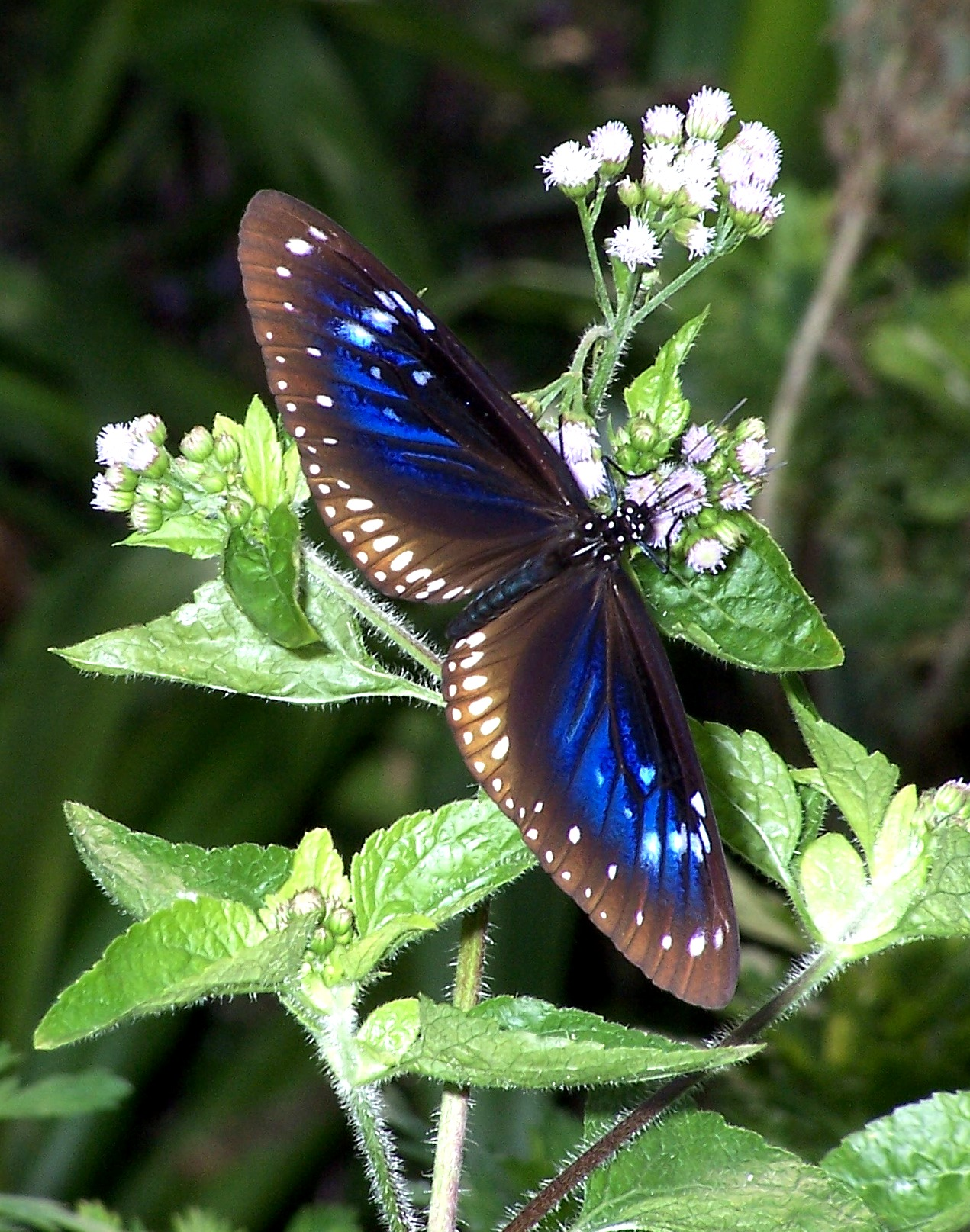
Euploea midamus

  - Euploea midamus midamus sud de la Chine, nord de l'Indochine et de la Thaïlande.
  - Euploea midamus aelia (Fruhstorfer, 1903) à Bornéo.
  - Euploea midamus atossa (Pagenstecher, 1896)
  - Euploea midamus chloe (Guérin-Méneville, 1843) Malaisie et sud de la  Thaïlande.
  - Euploea midamus fabricii (Moore, 1883) sud du Viêt Nam.
  - Euploea midamus iduna (Fruhstorfer, 1903)
  - Euploea midamus limyrus (Fruhstorfer, 1910)
  - Euploea midamus lippus (van Eecke, 1918)
  - Euploea midamusrafflesi (Moore, 1883) à Java.
  - Euploea midamus roepstorffi (Moore, 1883)
  - Euploea midamus rogenhoferi (C. & R. Felder, 1865)
  - Euploea midamus singapura (Moore, 1883) à Singapour.
  - Euploea midamus sophia (Moore, 1883) à Sumatra.
  - Euploea midamus staudingeri (Kheil, 188)
  - Euploea midamus sticheli (Hagen, 1898)
- Euploea mitra (Moore, 1857) aux Seychelles.
- Euploea modesta (Butler, 1866)
  - Euploea modesta buxtoni (Moore, 1883) à Sumatra.
  - Euploea modesta cerberus (Butler, 1882)
  - Euploea modesta deheeri (Doherty, 1891)
  - Euploea modesta incerta (Joicey et Noakes, 1915)
  - Euploea modesta insulicola (Strand, 1914)
  - Euploea modesta jennessi (Carpenter, 1941)
  - Euploea modesta lorzae (Moore, 1883) à Bornéo.
  - Euploea modesta lugens (Butler, 1876)
  - Euploea modesta misagenes (Fruhstorfer, 1910)
  - Euploea modesta obscura (Pagenstecher, 1894)
  - Euploea modesta tiomana (Corbet, 1937)
  - Euploea modesta werneri (Fruhstorfer, 1909)
- Euploea morosa (Butler, 1866)
  - Euploea morosa morosa
  - Euploea morosa lugubris (Grose-Smith, 1894)

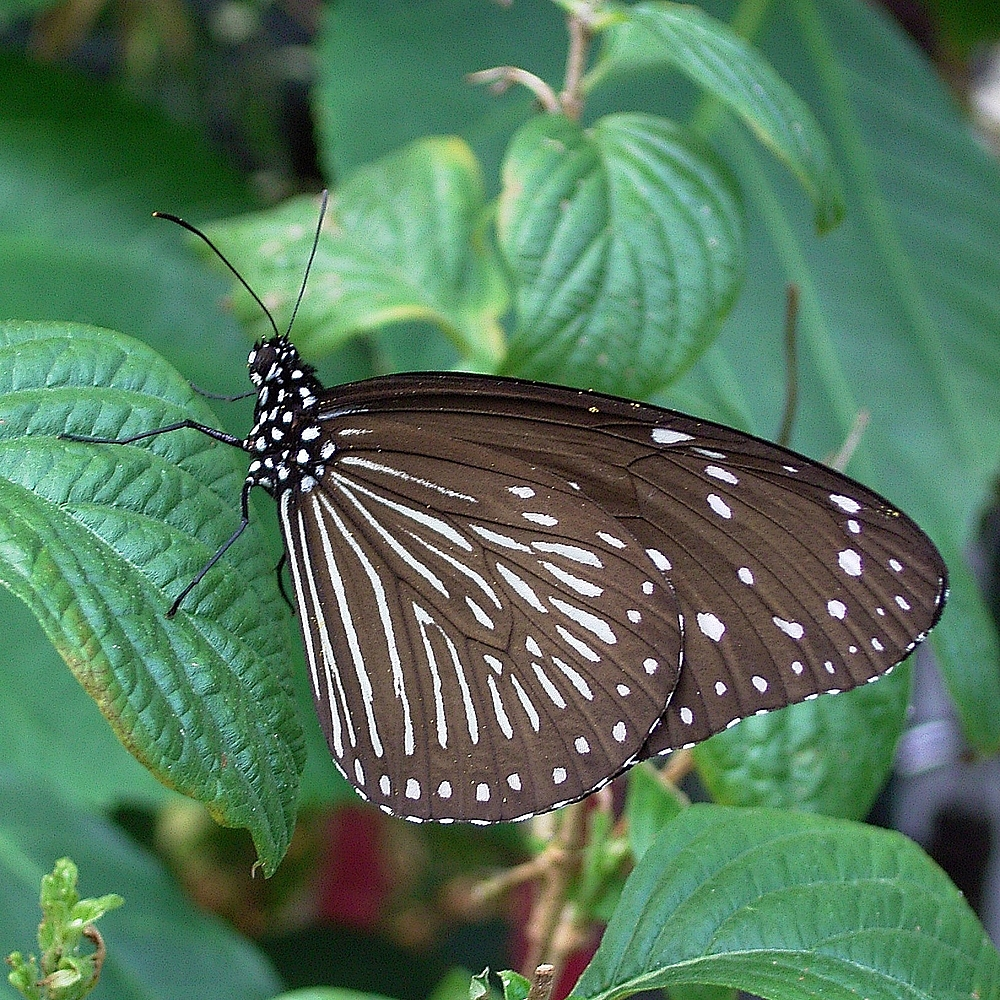
Euploea mulciber

- Euploea mulciber (Cramer, 1777) en Inde, Malaisie, à Java et aux Philippines.
  - Euploea mulciber mulciber en Inde, Malaisie, Thaïlande, Sumatra, et sud de la Chine.
  - Euploea mulciber barsine (Fruhstorfer, 1904) à Taïwan.
  - Euploea mulciber basilissa (Cramer, 1780) à Java et Bali.
  - Euploea mulciber batunensis (Fruhstorfer, 1904)
  - Euploea mulciber dinagatensis (Tsukada et Nishiyama, 1979) éteinte aux Philippines.
  - Euploea mulciber dongo (Doherty, 1891)
  - Euploea mulciber dufrense (Godart, 1824) à Formose et  aux Philippines.
  - Euploea mulciber kalinga (Doherty, 1886) sud de l'Inde.
  - Euploea mulciber kochi (Moore, 1883) aux Philippines.
  - Euploea mulciber maassi (Hagen, 1898)
  - Euploea mulciber malakoni (Doherty, 1891)
  - Euploea mulciber masbatensis (Schröder et Treadaway, 1978) aux Philippines.
  - Euploea mulciber paupera (Staudinger, 1889) aux Philippines.
  - Euploea mulciber phoebadis (Fruhstorfer, 1910)
  - Euploea mulciber portia (Fruhstorfer, 1904) à Bornéo.
  - Euploea mulciber semperi (C. & R. Felder, 186)5 aux Philippines.
  - Euploea mulciber seraphita (Fruhstorfer, 1899)
  - Euploea mulciber gelderi (Snellen, 1890) à Flores.
  - Euploea mulciber subvisaya (Schröder, 197)7 aux Philippines.
  - Euploea mulciber ticaoana (Schröder & Treadaway, 1981) aux Philippines.
  - Euploea mulciber triggia (Schröder, 1977) aux Philippines.
  - Euploea mulciber verhuelli (Moore, 1883) à Nias.

### Liste des espèces  n-z
- Euploea nechos (Mathew, 1887) aux Salomon.
  - Euploea nechos nechos
  - Euploea nechos  pronax (Godman et Salvin, 1888)
  - Euploea nechos prusias (Godman et Salvin, 1888)
- Euploea netscheri (Snellen, 1889) en Nouvelle-Guinée.
  - Euploea netscheri netscheri
  - Euploea netscheri erana (Fruhstorfer, 1910)
  - Euploea netscheri numantia (Fruhstorfer, 1910)
- Euploea orontobates (Fruhstorfer, 1910) au centre du Viêt Nam et sud-est de la  Thaïlande.
- Euploea phaenareta (Schaller, 1785)

- - Euploea phaenareta phaenareta

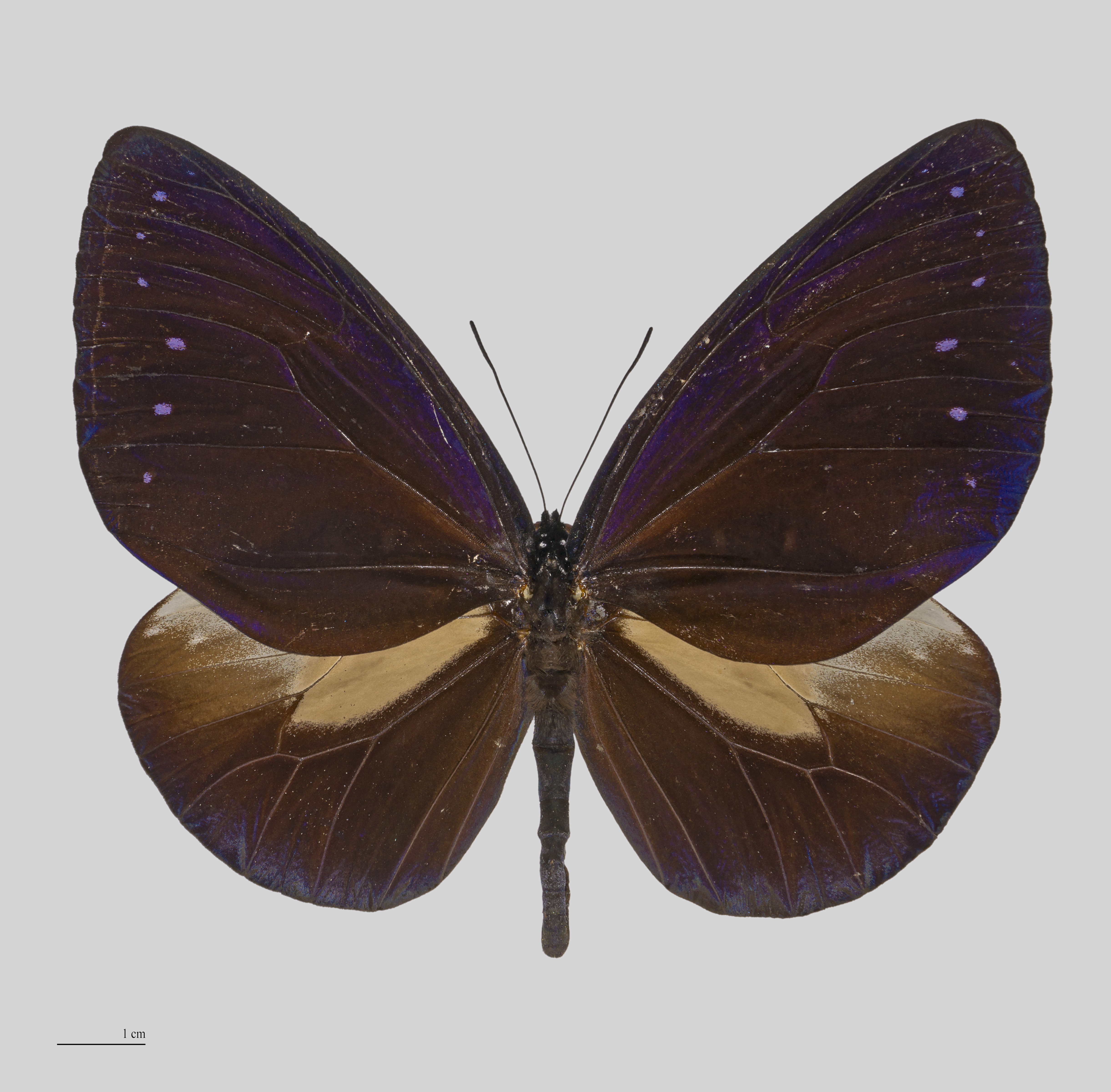
Euploea phaenareta hollandi - Muséum de Toulouse

  - Euploea phaenareta althaea (Semper, 1878) aux Philippines.
  - Euploea phaenareta castelnaui (C. & R. Felder, 1865) Malaisie, Birmanie, Singapour et  Thaïlande.
  - Euploea phaenareta butleri (Moore, 1883) à Bornéo.
  - Euploea phaenareta callithoe (Boisduval, 1832)
  - Euploea phaenareta celebica (Fruhstorfer, 1898)
  - Euploea phaenareta corus (Fabricius, 1793) à Ceylan et dans le sud de la Birmanie.
  - Euploea phaenareta defiguratus (Fruhstorfer, 1908) à Bali.
  - Euploea phaenareta drucei (Moore, 1883) sud est de la Thaïlande et sud du Viêt Nam.
  - Euploea phaenareta eucala (Staudinger, 1896)
  - Euploea phaenareta hesiodus (Fruhstorfer, 1910)
  - Euploea phaenareta heurippa (Godman & Salvin, 1888) aux Salomon.
  - Euploea phaenareta hollandi (Fruhstorfer, 1904)
  - Euploea phaenareta irma (Fruhstorfer, 1903)
  - Euploea phaenareta juvia (Fruhstorfer, 1908) éteinte en 1960.
  - Euploea phaenareta locupletior (Fruhstorfer, 1900)
  - Euploea phaenareta lornae (Schröder & Treadaway, 1979) aux Philippines.
  - Euploea phaenareta  mesocala (Vollenhoven, 1873)
  - Euploea phaenareta micronesia (Doherty, 1891)
  - Euploea phaenareta nikrion (Fruhstorfer, 1910)
  - Euploea phaenareta pavettae (Zinken, 1831) à Java.
  - Euploea phaenareta phaeratena (Kheil) à Nias.
  - Euploea phaenareta rolanda (Fruhstorfer, 1904)
  - Euploea phaenareta sacerdotalis (Fruhstorfer, 1910)
  - Euploea phaenareta salvini (Staudinger, 1889)
  - Euploea phaenareta semicirculus (Butler, 1866)
  - Euploea phaenareta statius (Fruhstorfer, 1910) à Sumatra.
  - Euploea phaenareta unibrunnea (Godman & Salvin, 1877)

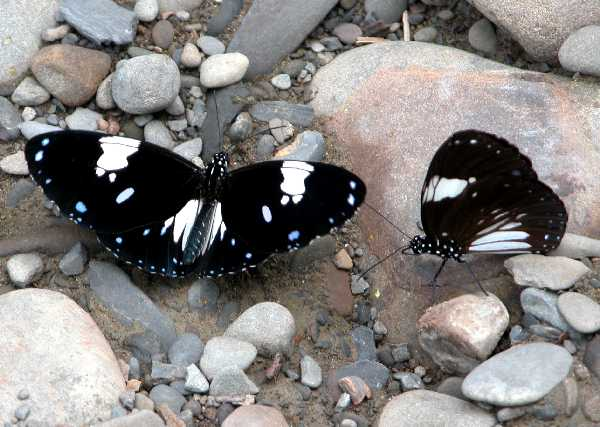
Euploea radamanthus

- Euploea radamanthus (Fabricius, 1793)
  - Euploea radamanthus radamanthus en Malaisie, Birmanie, Singapour, Sumatra, Indochine et  Thaïlande.
  - Euploea radamanthus aerithus (Fruhstorfer, 1910)
  - Euploea radamanthus alcidice (Godart, 1819) à Java.
  - Euploea radamanthus lowei (Butler) à Bornéo.
  - Euploea radamanthus ramsayi (Moore, 1890) au Népal.
  - Euploea radamanthus schildi (Fruhstorfer, 1910)
  - Euploea radamanthus schreiberi (Butler, 1884)
- Euploea redtenbacheri (C. et R. Felder, 1865) le Malayan Crow en Malaisie, Birmanie, à Célèbes et aux Moluques.
  - Euploea redtenbacheri albiplagiata (Fruhstorfe)
  - Euploea redtenbacheri coracina (Hopffer, 1874)
  - Euploea redtenbacheri  leachii (C. et R. Felder, [1865)
  - Euploea redtenbacheri spiculifera (Moore, 1883)
- Euploea stephensii (C. et R. Felder, 1865)
  - Euploea stephensii stephensii
  - Euploea stephensii bismarkiana (Fruhstorfer, 1900)
  - Euploea stephensii flaminia (Fruhstorfer, 1904)
  - Euploea stephensii garcila (Fruhstorfer, 1910)
  - Euploea stephensii jamesi (Butler, 1876) Papouasie et partie de la Nouvelle-Guinée.
  - Euploea stephensii kirschii (Moore, 1883)
  - Euploea stephensii manusi (Carpenter, 1942)
  - Euploea stephensii nivani (Carpenter)
  - Euploea stephensii phokion (Fruhstorfer, 1904) partie de la Nouvelle-Guinée.
  - Euploea stephensii pumila (Butler, 1866) Nouvelle-Guinée.
  - Euploea stephensii salpinxoides (Fruhstorfer, 1900)
- Euploea swainson(Godart, 1824) aux Philippines et aux Célèbres.
  - Euploea swainson swainson dans le nord des Philippines
  - Euploea swainson bazilana (Fruhstorfer) aux Philippines
  - Euploea swainson butra (Staudinger, 1889)
  - Euploea swainson lucasi (Moore, 1883) aux Philippines
  - Euploea swainson suluana (Moore, 1883) aux Philippines

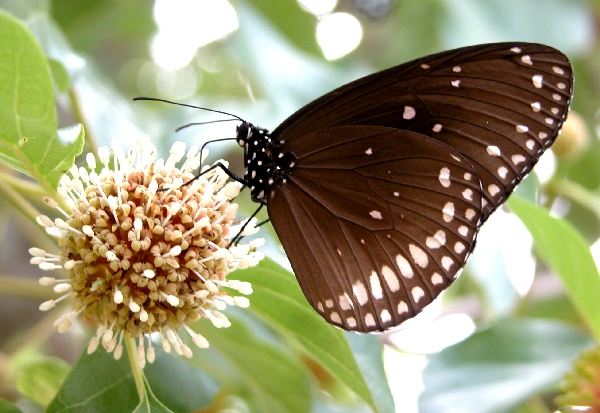
Euploea sylvester

- Euploea sylvester (Fabricius, 1793) en Inde, Malaisie, Nouvelle-Guinée et Australie.
  - Euploea sylvester sylvester dans le nord-est de l'Australie.
  - Euploea sylvester agema (Fruhstorfer, 1910) est de la Nouvelle-Guinée
  - Euploea sylvester amarynceus (Fruhstorfer, 1910)
  - Euploea sylvester coreta (Godart, 1819) à Ceylan et dans le sud de l'Inde
  - Euploea sylvester doleschallii (C. etR. Felder, 1859)
  - Euploea sylvester harrisii (C. et R. Felder, 1865) en Inde, Indochine et Malaisie.
  - Euploea sylvester jacobseni (Röber, 1891)
  - Euploea sylvester nica (Fruhstorfer, 1904)
  - Euploea sylvester payeni (C. et R. Felder, [1865)
  - Euploea sylvester pelor (Doubleday, 1847) nord de l'Australie.
  - Euploea sylvester peloroides (Joicey & Talbot, 1921)
  - Euploea sylvester schlegeli (C. et R. Felder, 1865) à Sulawesi.
  - Euploea sylvester swinhoei (Wallace, 1866) à Taïwan.
  - Euploea sylvester timora (Fruhstorfer, 1898) à Timor.
  - Euploea sylvester tristis (Butler, 1866) Nouvelle-Guinée et Nouvelle-Calédonie.
  - Euploea sylvester tyrianthia (Moore, 1883) à Bornéo.
- Euploea tobleri (Semper, 1878) aux Philippines.
  - Euploea tobleri tobleri
  - Euploea tobleri peducaea (Fruhstorfer, 1910)
  - Euploea tobleri romeo (Schröder et Treadaway, 1978)
  - Euploea tobleri silmae (Schröder et Treadaway, 1978)
  - Euploea tobleri snelleni (Moore, 1883)
- Euploea transfica (Montrouzier, 1856)
- Euploea treitschkei (Boisduval, 1832) en Nouvelle-Guinée et aux Salomon.
  - Euploea treitschkei treitschkei'
  - Euploea treitschkei aebutia (Fruhstorfer, 1910)
  - Euploea treitschkei aenea (Butler, 1882)
  - Euploea treitschkei f. caerulescens (Ribbe)
  - Euploea treitschkei dampierensis (Carpenter, 1953)
  - Euploea treitschkei eugenia (Fruhstorfer, 1910)
  - Euploea treitschkei eulegnica (Carpenter, 1953)
  - Euploea treitschkei f. jessica (Butler, 1869)
  - Euploea treitschkei suffusa (Tytler, 1939
  - Euploea treitschkei ursula (Butler, 1883)
  - Euploea treitschkei viridis (Butler, 1882
- Euploea tripunctata (Joicey et Noakes, 1915) à Biak.

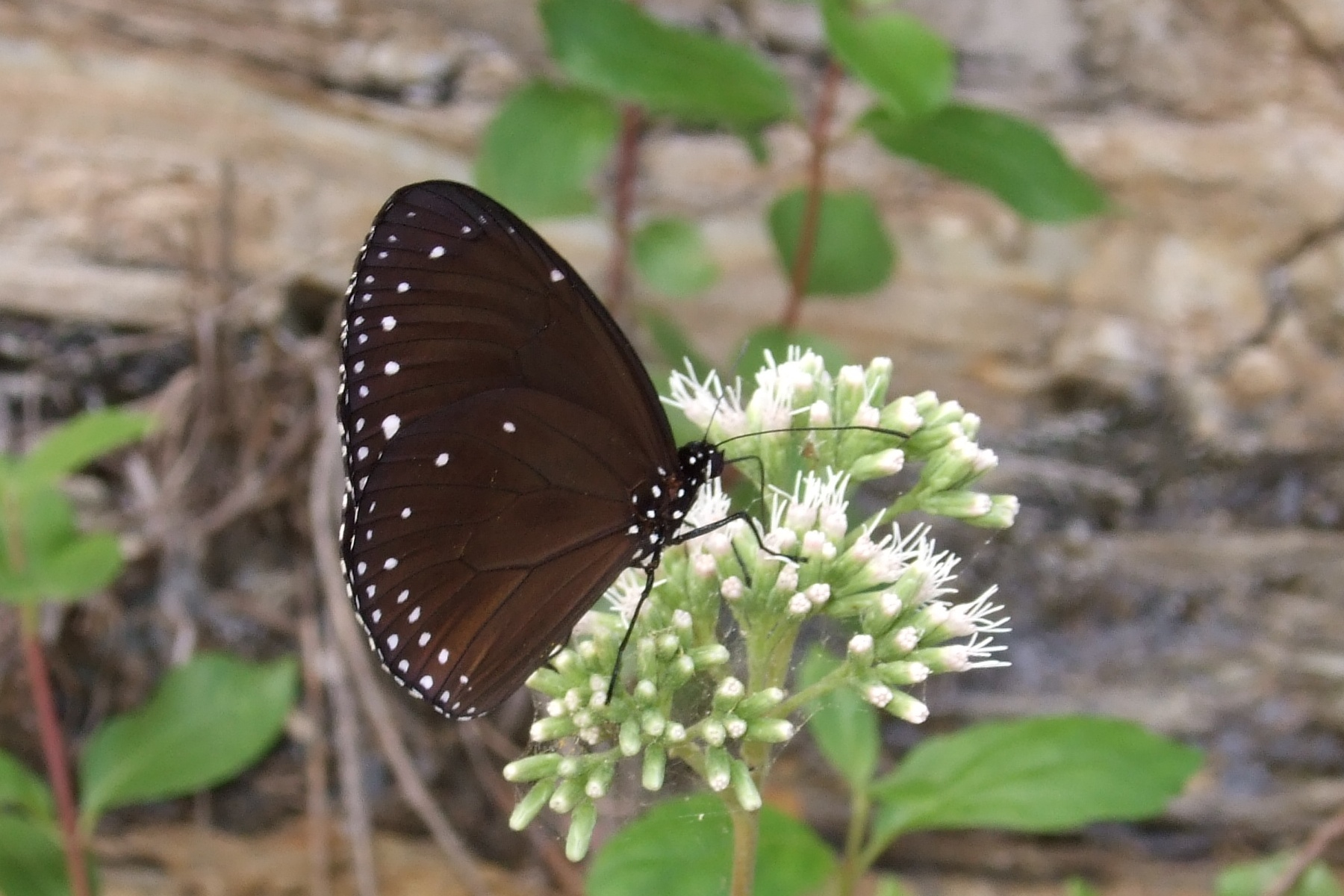
Euploea tulliolus

- Euploea tulliolus (Fabricius, 1793) en Malaisie, à Formose, aux Salomon et en Australie.
  - Euploea tulliolus tulliolus
  - Euploea tulliolus adyte (Boisduval, 1859) en Nouvelle-Calédonie.
  - Euploea tulliolus aristotelis (Moore, 1883) à Bornéo.
  - Euploea tulliolus baweana (Fruhstorfer, 1905)
  - Euploea tulliolus doryca (Butler, 1878)
  - Euploea tulliolus dugdeonis (Grose-Smith, 1894)
  - Euploea tulliolus eunus (de Nicéville, 1895) nord-est de Sumatra.
  - Euploea tulliolus forsteri (C. & R. Felder, 1865) aux Fidji.
  - Euploea tulliolus goodenoughi (Carpenter, 1942)
  - Euploea tulliolus koxinga (Fruhstorfer, 1908) dans le sud de la Chine.
  - Euploea tulliolus ledereri (C. & R. Felder, 1860)
  - Euploea tulliolus lombiana (Fruhstorfer, 1905)
  - Euploea tulliolus mazares (Moore, 1857)
  - Euploea tulliolus mazarina (Fruhstorfer, 1904) ouest de Sumatra.
  - Euploea tulliolus monilina (Fruhstorfer, 1910) aux Philippines
  - Euploea tulliolus monilis (Moore, 1883) aux Philippines
  - Euploea tulliolus natunensis (Fruhstorfer, 1901)
  - Euploea tulliolus philinna (Fruhstorfer, 1904)
  - Euploea tulliolus mardonia (Fruhstorfer, 1904)
  - Euploea tulliolus nocturna (Fruhstorfer, 1904)
  - Euploea tulliolusoffaka (Fruhstorfer, 1904)
  - Euploea tulliolus sambawana (Doherty)
  - Euploea tulliolus saundersii (C. & R. Felder, [1865]
  - Euploea tulliolus sumbana (Doherty, 1891)
  - Euploea tulliolus wetterensis (Fruhstorfer, 1900)
- Euploea usipetes (Hewitson, 1858) en Nouvelle-Guinée.
  - Euploea usipetes usipetes
  - Euploea usipetes rezia (Kirby, 1894)
- Euploea wallacei (C. & R. Felder, 1860)
  - Euploea wallacei wallacei
  - Euploea wallacei confusa (Butler, 1866)
  - Euploea wallacei gilda (Fruhstorfer, 1904)
  - Euploea wallacei grayi (C. et R. Felder, 1865)
  - Euploea wallacei melia (Fruhstorfer, 1904) dans le nord-est de la Nouvelle-Guinée.
- Euploea westwoodii (C. et R. Felder, 1865)
  - Euploea westwoodii bangkaiensis (Fruhstorfer, 1900)
  - Euploea westwoodii labreyi (Moore, 1883)
  - Euploea westwoodii leochares (Fruhstorfer, 1910)
  - Euploea westwoodii viola (Butler, 1866) à Sulawesi.

### Source
- (en) FUNET Tree of Life : Euploea